# Oikistés
Oikistés (οἰκιστής, en plural oikistai, οἰκισται) es la palabra griega que designa al fundador de una nueva colonia (apoikia). A veces se les equipara a la condición de archegétes (ἀρχηγέτης), que propiamente corresponde al dios Apolo como líder y protector de las colonias (theos patroos) o a Heracles y a los heros ktistes, heros oikistés o héroes epónimos de las polis griegas originarias (reyes -basileos- o héroes -heros- de la Época Oscura).

## Trasfondo histórico
La expansión colonial de la antigua Grecia por el litoral Mediterráneo se dio esencialmente entre 750 a. C. y 500 a. C. Cada polis procuraba convertirse en metrópolis (μητρόπολις) estableciendo colonias como una válvula de escape a la presión demográfica y escasez de tierras (stenochoría, στενοχωρία), que producían conflictos sociales internos (stásis, στάσις). Tales colonias eran ciudades con un alto grado de independencia, pero fuertemente vinculadas con la ciudad de origen en múltiples aspectos (culturales, religiosos, jurídicos, institucionales y económicos -particularmente el mantenimiento de un activo comercio marítimo-).
Para liderar a los primeros expedicionarios que iban a establecerse en un entorno propicio para la fundación de una colonia, y tras la consulta ritual a un oráculo, se enviaba a un oikistés, elegido habitualmente de entre los aristoi (las familias aristocráticas u oligárquicas). Una vez escogido el emplazamiento, era el oikistés el que protagonizaba los ritos fundacionales de la nueva ciudad, destacadamente el depositar el fuego sagrado traído de la metrópolis en un templo dedicado a los dioses protectores de ésta, que pasaban a serlo también de la colonia. Tras el acto de la fundación, se suponía que el oikistés debía continuar con el mandato que hubiera recibido (es "el interlocutor entre los que se marchan y los que se quedan y entre los dioses y los humanos"), con lo que algunos de ellos permanecían en la colonia, manteniendo su gobierno; mientras que otros volvían a la metrópolis, abandonando a los colonos a su suerte. El lugar de enterramiento del oikistes, en el ágora, se convertía en un lugar de culto. Los tiranos (gobernantes que accedían al poder de forma ilegítima) se prestigiaban asociándose a su figura con prácticas rituales semejantes, como "nuevos oikistai".

## Principales Oikistés
Entre los más destacados oikistés estuvieron:
- Hipocles de Cime (se discute si se trataba de Cime en Eolia o Cime en Eubea) y Megástenes de Calcis, fundadores de Cumas.[9] La fecha legendaria que se atribuye a tal fundación (1050 a. C.) es poco verosímil
- Tucles, fundador de Naxos,[10] que se considera la más antigua de las colonias griegas fundadas en Sicilia (734 a. C.) Aunque el oikistes provenía de Atenas, los colonos (a los que había conseguido convencer de la oportunidad de asentarse en un territorio al que había llegado por accidente en una expedición anterior) procedían mayoritariamente de Calcis, además de algunos de la isla de Naxos, lo que dio nombre a la nueva ciudad.
- Arquias de Corinto, fundador de Siracusa, poco tiempo después de la fundación de Naxos.[10]
- Evarco de Calcis, fundador de Catania.[10]
- Miscelo de Ripes, fundador de Crotona.[11]
- Falanto, espartano que fundó Tarento durante las guerras mesenias (finales del siglo VIII a. C..)[12]
- Bato de Tera, fundador de Cirene, al norte de África.[13]
- Lamis de Mégara,[14] fundador de Mégara Hiblea.
- Pamilo, de Mégara Hiblea, fundador de Selinunte.[14]
- Antifemo, rodio de Lindos, fundador de Gela (688 a. C.)[14]
- Protis, de Focea, fundador de Masalia[15] (ca. 600 a. C.) Sus descendientes, los protíadas, mantuvieron una posición preeminente en la colonia.
- Milcíades el Joven, que llevó colonos atenienses al Quersoneso Tracio.[16]
- Evágoras, hijo de Periandro, fundador de Potidea[17]
- El espartano Brásidas fue considerado como fundador por los habitantes de Anfípolis después de su muerte en la batalla donde derrotó a los atenienses, pese a que en realidad la ciudad había sido fundada unos años antes por Hagnón.[18]

## Personajes míticos
Muchas de las narraciones de la fundación de colonias están tan mitificadas o relacionadas con personajes legendarios que es difícil determinar su historicidad, teniendo ante todo un valor antropológico en relación con su situación intermedia entre el mar y la tierra (arquetipos ctónicos y acuáticos):
- Parténope, sirena a la que se atribuye la fundación de Parténope (luego Nápoles).
- Eneas y Dido, líderes respectivamente de tirios y troyanos, a los que se atribuye la fundación de Cartago (Dido) y del linaje de Rómulo y Remo, fundadores de Roma (Eneas).